# 計算機安全策略
計算機安全策略會定義有關組織內計算機安全的目標以及元素。此定義可能是正式的，也可能是非正式的。安全策略會透過組織的策略或是安全機制來進行。技術的實現方式會定義電腦系統是否安全。正式的電腦安全模型可以依機密性、完整性及可用性的資安元素來分類。例如Bell–LaPadula模型是機密性的策略模型，而Biba模型是完整性策略模型。

## 正式敘述
若系統可以視為是有限狀態機，其中有許多在不同狀態之間進行的轉態，則安全策略可以將狀態劃分為有授權的狀態，以及沒有授權的狀態。
若用這個簡單的定義，安全系統就是從有授權狀態開始，永遠不會進入未授權狀態的系統。

## 正式的策略模型

### 機密性策略模型
- Bell–LaPadula模型

### 完整性策略模型
- Biba模型（英语：Biba model）
- Clark–Wilson模型（英语：Clark-Wilson model）

### 混合策略模型
- 中国墙（也稱為布魯爾-納什模型）

## 策略語言
若要呈現具體的策略（尤其是要自動化的執行此策略），需要有對應的語言。有許多專門應用的語言是和安全機制有關，可以實現該應用的安全策略。